# HD 86226
HD 86226, TOI-652 — одиночная звезда в созвездии Гидры на расстоянии около 148 световых лет (около 45,5 парсек) от Солнца. Видимая звёздная величина звезды — +7,93m. Возраст звезды определён как около 1,9 млрд лет.
Вокруг звезды обращается, как минимум, две планеты.

## Характеристики
HD 86226 — жёлтый карлик спектрального класса G0, или G2V. Масса — около 1,019 солнечной, радиус — около 1,053 солнечного, светимость — около 1,99 солнечной. Эффективная температура — около 5805 K.

## Планетная система
В 2010 году командой астрономов в рамках программы поиска планет на телескопе им. Магеллана было объявлено об открытии планеты HD 86226 b.
В 2020 году группой астрономов проекта TESS было объявлено об открытии планеты HD 86226 c.
В 2019 году учёными, анализирующими данные проектов Hipparcos и Gaia, у звезды обнаружена планета HIP 48739 d.